# 巴蒂伊 (奥恩省)
巴蒂伊（法語：Batilly，法語發音：[batiji] ⓘ）是法国奥恩省的一个旧市镇，位于该省中部，属于阿让唐区。2016年1月1日，巴蒂伊和相邻的另外5个市镇合并为新市镇埃库谢莱瓦莱（Écouché-les-Vallées）。

## 地理
巴蒂伊（48°43'14"N, 0°11'4"W）面积8.99 平方千米，位于法国诺曼底大区奧恩省，该省份为法国西北部内陆省份，北起顺时针与卡爾瓦多斯省、厄尔省、厄尔-卢瓦省、萨尔特省、马耶讷省和芒什省接壤。
与巴蒂伊接壤的市镇（或旧市镇、城区）包括：拉库尔布、迈尔河畔卢热、梅尼勒让、蒙加鲁、迈尔河畔圣旺、塞朗。

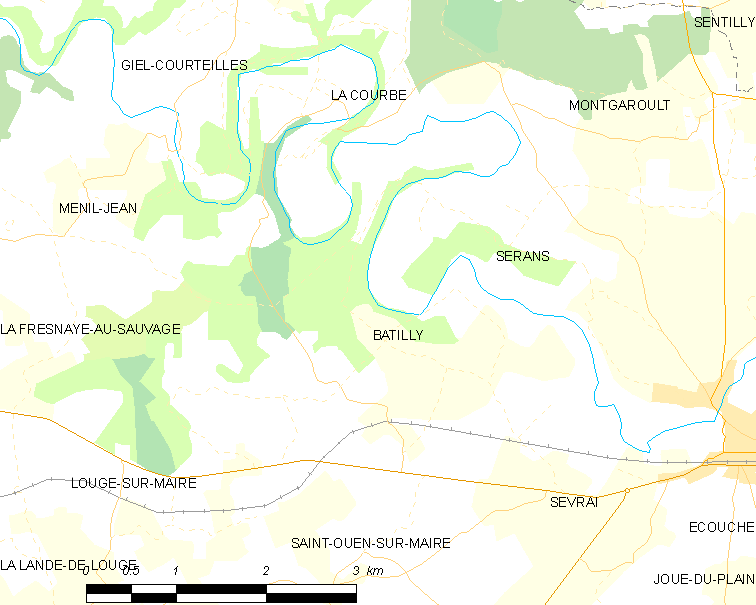
的OSM定位图

巴蒂伊的时区为UTC+01:00、UTC+02:00（夏令时）。

## 行政
巴蒂伊的邮政编码为61150，INSEE市镇编码为61027。

## 政治
巴蒂伊所属的省级选区为马尼勒代塞尔县。

## 人口

1962-2008年间人口变化图示

巴蒂伊于2018年1月1日时的人口数量为135人。